# No Expectations
No Expectations är en låt av det brittiska rockbandet The Rolling Stones och finns med på deras skiva Beggars Banquet från 1968. Sången släpptes även som B-sida till "Street Fighting Man" från 1968 och är skriven av gruppens sångare Mick Jagger och gitarrist Keith Richards. Både musik och text är en hyllning till blues-sångaren Robert Johnson.